# Goh V Shem
Goh V Shem (født 20. maj 1989 i Kuala Lumpur) er en malaysisk badmintonspiller.
Han vandt olympisk sølv i mændenes double i forbindelse med de olympiske badmintonturneringer i 2016 i Rio de Janeiro.